# Hans Eworth

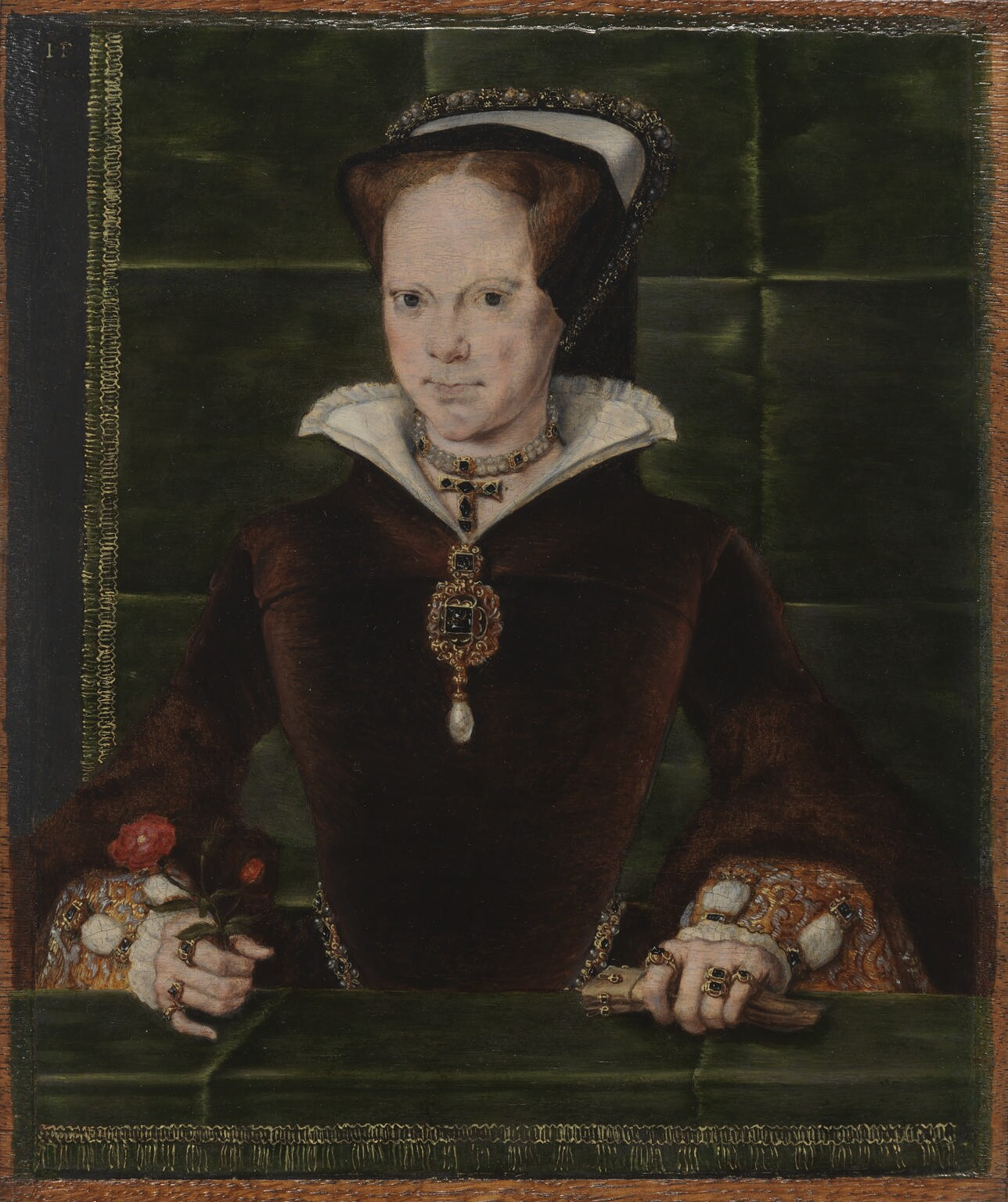
Mary I de Hans Eworth, 1554.

Hans Eworth (uneori Hans Ewouts; n. cca. 1520 – d. 1574) a fost un pictor flamand activ în Anglia pe la mijlocul secolului al 16-lea. Împreună cu alți artiști flamazi exilați, Eworth a făcut carieră ca pictor de curte al dinastiei Tudor, pictând imagini alegorice, precum și numeroase portret ale nobilimii timpului. Circa 40 de picturi sunt astăzi atribuite lui Eworth, printre acestea numărându-se și portrete ale reginelor Maria I și Elisabeta I. Hans Eworth a realizat de asemenea diferite comenzi de artă decorativă pentru regina Elisabeta I, pentru al său Office of the Revels la începutul anilor 1570.

## Carieră

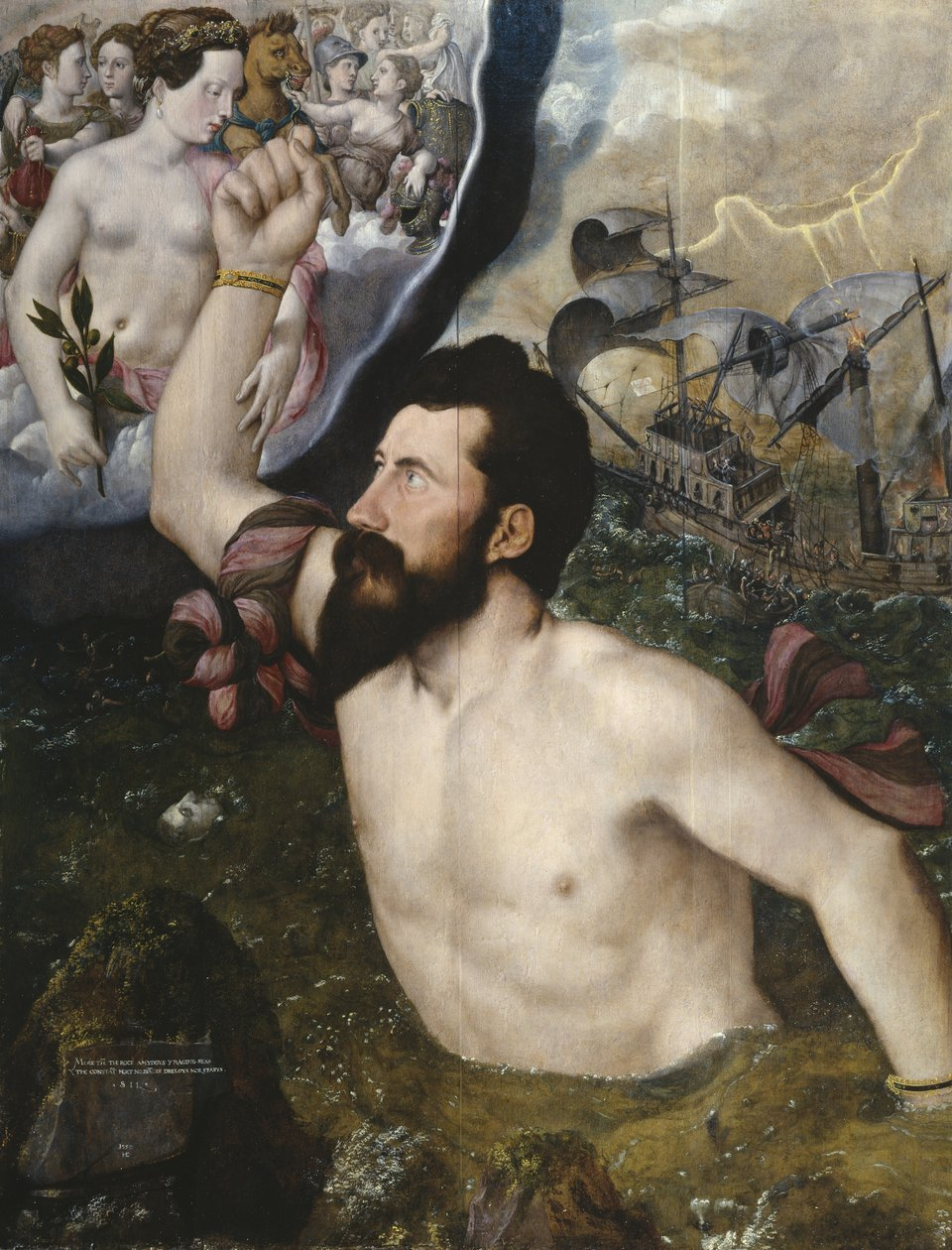
Portret alegoric al lui Sir John Luttrell, 1550, ulei pe panel

Aproape nimic nu este cunoscut despre viața timpurie și pregătirea profesională a lui Eworth. Sub semnătura "Jan Euworts", pictorul fusese înregistrat ca pictor liber profesionist în Gilda Sfântului Luca din Antwerp, în anul 1540. Ulterior, "Jan și Nicholas Ewouts, pictor și artist liber" au fost au fost expulzați din Antwerp pentru erezie în 1544 . În anul următor, 1545, Eworth locuia deja în Londra, unde este înregistrat sub numeroase ortografii.